# Паны (Пензенская область)
 Паны  — село Наровчатского района Пензенской области. Входит в состав Суркинского сельсовета.

## География
Находится в северо-западной части Пензенской области на расстоянии приблизительно 13 км на запад-северо-запад от районного центра села Наровчат.

## История
В 1795 году — село дворцовых крестьян, 125 дворов, церковь во имя Покрова Пресвятой Богородицы. В 1877 году — 204 двора, церковь, школа. В 1896—292 двора, церковноприходская школа. В 1955 году колхоз имени Кагановича. В 2004 году-128 хозяйств.

## Население
Численность населения: 1015 человек (1795), 1394 (1864), 1661 (1877), 1962 (1896), 2282 (1926), 1452 (1937), 616 (1959), 444 (1979), 345 (1989), 348 (1996). Население составляло 365 человек (русские 95 %) в 2002 году, 279 в 2010.